# 藤沢市立藤ヶ岡中学校
藤沢市立藤ヶ岡中学校（ふじさわしりつ ふじがおかちゅうがっこう）は、神奈川県藤沢市藤が岡にある公立中学校。突出している三角屋根が目印となっている。

## 沿革
（沿革節の主要な出典は公式サイト）
- 1961年（昭和36年）4月1日 - 藤沢市立藤ヶ岡中学校は第1学年のみの299名で創立。
- 1961年（昭和36年）5月15日 - 第1棟第1期工事竣工落成記念式典が行われ、この日を開校記念日とした。
- 1963年10月1日 - 校歌が制定された。
- 1965年4月12日 - 体育館が落成した。
- 1968年7月24日 -  プールが完成｡
- 1976年5月1日 - 第2棟を増築。
- 1980年（昭和55年）4月1日 - 藤沢市立村岡中学校の開校により学区が一部変更され新2年生179名が転出した。
- 1992年（平成4年）9月12日 - 学校週5日制による第2･第4土曜日の休業開始される。
- 2000年11月24日 - 新校舎が完成した[3]。
- 2002年4月1日 - 新教育課程実施（週休5日制等）年度｡
- 2005年4月1日 - 2学期制を実施した。

## 進学前小学校
- 藤沢市立藤沢小学校（一部は藤沢市立大清水中学校・藤沢市立第一中学校へ）
- 藤沢市立村岡小学校（一部は藤沢市立村岡中学校へ）
- 藤沢市立大道小学校（一部は藤沢市立鵠沼中学校・藤沢市立村岡中学校へ）
- 藤沢市立大鋸小学校
- 藤沢市立高谷小学校（一部は藤沢市立村岡中学校へ）

## 所在地情報
所在地
- 神奈川県藤沢市藤が岡三丁目18番1号

交通
- 藤沢駅より徒歩で20分。

## 著名な出身者
- 柏原丈二（元サッカー選手、元サッカー審判員）
- 鈴木恒夫（藤沢市長）